# Alfons Gerz
Alfons Gerz (* 16. Mai 1913 in Düsseldorf; † 27. März 1995) war ein deutscher Journalist.

## Leben
Nach dem Abitur im Jahr 1932 studierte er in Köln Germanistik, Musik- und Theaterwissenschaft. 1933 begann er ein Volontariat beim Wolffschen Telegraphen-Büro, von 1935 bis 1945 war er beim Deutschen Nachrichtenbüro in Berlin tätig.
Gerz gründete im September 1945 den Sport-Informations-Dienst (SID) und gab ihm lange Jahre als Chefredakteur ein Gesicht. Später war er geschäftsführender Gesellschafter des damals im Pressehaus in Neuss ansässigen Unternehmens.
Er war Mitglied des Wissenschaftlichen Beirats des Deutschen Sportbunds und von 1964 bis 1968 Honorarprofessor an der Deutschen Sporthochschule Köln mit einem Lehrauftrag für Sportpublizistik. Er war zudem Vorstandsmitglied der Alfons-Gerz-Gesellschaft Publizierende Medien und Sport in Neuss.
Alfons Gerz war Vater des 1940 in Berlin geborenen Bildenden Künstlers und Konzeptkünstlers Jochen Gerz.

## Ehrungen
- 1973: Verdienstkreuz 1. Klasse der Bundesrepublik Deutschland
- 1979: Großes Verdienstkreuz der Bundesrepublik Deutschland